# Article 147 de la Constitution belge
L'article 147 de la Constitution belge fait partie du titre III Des pouvoirs. Il institue une Cour de cassation, exclusivement juge du droit, pour toute la Belgique.
Il date du 7 février 1831 et était à l'origine — sous l'ancienne numérotation — l'article 95. Il a été révisé le 16 mai 2000.

## Texte
« Il y a pour toute la Belgique une Cour de cassation. 
Cette Cour ne connait pas du fond des affaires. »

## Révision
Avant 2000, la Cour était compétente pour juger les ministres fédéraux et ceux des entités fédérées. C'était une exception au principe selon laquelle la Cour ne connait pas du fond des affaires. L'article 103 a été révisé et c'est aujourd'hui les Cours d'appel qui ont cette charge.